# إنانا سركيس
إنانا سركيس (بالإنجليزية: Inanna Sarkis) هي يوتيوبر وممثلة وعارضة أزياء ومغنية كندية ولدت في يوم 15 مايو 1993 في مدينة هاميلتون في كندا لأب آشوري سوري الأصل وأم بلغارية الأصل. بدأت مسيرتها في سنة 2017. حيث افتتحت قناتها على يوتيوب. وايضاً عرضت صورها في مجلة بيبر. في سنة 2019 بدأت بالتمثيل، حيث مثلت في فيلم بعد وفي سنة 2020 مثلت في الجزء الثاني منه بعد اصطدامنا. هي على علاقة مع الممثل وعارض الأزياء الأمريكي ماثيو نوسكا ولها بنت منه. لها 3.79 مليون مشترك في قناتها في يوتيوب.